# SUPREME
『SUPREME』（スープリーム）は、松田聖子の通算13作目のオリジナル・アルバム。1986年6月1日に発売された。発売元はCBS・ソニー。

## 背景・制作
松田が妊娠・出産による芸能活動休止中にリリースされたオリジナル・アルバム。
ステッカーコピー（帯はない）: 水晶のせせらぎに、あなたへの熱い気持ちを浮かべて…聖子。
タイトルの読み方には諸説あるが、発売当時のラジオ番組やソニー公式CMでは松田自身が″スープリーム″と発音している。オリコン誌では″スプリーム″と表記される場合もあった。同表記のファッションブランド″Supreme″とも微妙に異なる。
本作にはシングル曲が収録されていない上、音楽番組への出演がなく、結婚によりファン離れが危惧されるような状況下で発売されたにもかかわらず、松田のアルバムで最大のセールスを記録した。シングルA面・B面ともに1曲も収録されていないオリジナルアルバムは、本作と『Cherish』（2011年）、『Bibbidi-Bobbidi-Boo』（2015年）の3作品のみである。
楽曲の多くは、歌手としても活躍する男性アーティストによるもので（南佳孝、玉置浩二、来生たかお、大沢誉志幸など）、初参加の作家も多い。松田自身が作曲した楽曲も収録されている。作品全体のテーマを含めたプロデュースは作詞の松本隆。それまで数多の楽曲に携わってきた大村雅朗は不参加となっている。
「瑠璃色の地球」はミュージック・ビデオが制作され、アルバムの告知などでも使用される本作品を代表する楽曲だが、シングルカットはされなかった。その理由は、松田が家族との時間を大切にしていたからだと、CBSソニー・プロデューサーの若松宗雄は説明している。
1986年末の『第28回日本レコード大賞』にて、1985年末の『第36回NHK紅白歌合戦』以来1年ぶり、休業後初のテレビ生出演した。「時間旅行」「ローラー・スケートをはいた猫」「瑠璃色の地球」の3曲をメドレー形式で披露するが、最初の「時間旅行」を歌唱時に感極まり涙声となるシーンがあった。当番組にて本作は″アルバム大賞″を受賞した。
この年、日本で発売された全てのCD・レコードで、唯一ミリオンセラーを達成した作品である（オリコン上では69.9万枚）。
本アルバムの収録曲を三枝成彰が編曲し、大友直人が指揮した管弦楽アレンジによるイージーリスニング作品として『SEIKO MATSUDA SUPREME SOUND PORTRAIT』が同年1986年に発売されている。収録曲は「瑠璃色の地球」「白い夜～雨のコニー・アイランド～ローラー・スケートをはいた猫」「時間旅行」「チェルシー・ホテルのコーヒー・ハウス」「螢の草原」である。
本作のTVCMに使われた『瑠璃色の地球』のヴォーカルには、エコーなどのエフェクトが使われていない (25th Anniversary Seiko Matsuda PREMIUM DVD BOXの13枚目のPREMIUM DISCに収録されている)。
松田のファンを公言する松たか子が一番好きなアルバムとして本作を挙げている。

## 収録曲

### LP / CT
| 全作詞: 松本隆。 |                                          |        |                        |          |      |
| #                | タイトル                                 | 作詞   | 作曲                   | 編曲     | 時間 |
| 1.               | 「螢の草原」                             | 松本隆 | 安藤まさひろ(T-SQUARE) | 武部聡志 | 5:13 |
| 2.               | 「上海倶楽部」                           | 松本隆 | 南佳孝                 | 武部聡志 | 3:31 |
| 3.               | 「ローラー・スケートをはいた猫」         | 松本隆 | 亀井登志夫             | 井上鑑   | 3:31 |
| 4.               | 「チェルシー・ホテルのコーヒー・ハウス」 | 松本隆 | 宮城伸一郎             | 武部聡志 | 4:29 |
| 5.               | 「時間旅行」                             | 松本隆 | SEIKO                  | 井上鑑   | 4:27 |

| 全作詞: 松本隆。 |                            |        |            |          |      |
| #                | タイトル                   | 作詞   | 作曲       | 編曲     | 時間 |
| 1.               | 「白い夜」                 | 松本隆 | 来生たかお | 武部聡志 | 4:27 |
| 2.               | 「マリオネットの涙」       | 松本隆 | 久保田洋司 | 戸田誠司 | 5:21 |
| 3.               | 「雨のコニー・アイランド」 | 松本隆 | 大沢誉志幸 | 佐藤準   | 3:27 |
| 4.               | 「ローゼ・ワインより甘く」 | 松本隆 | 玉置浩二   | 井上鑑   | 3:45 |
| 5.               | 「瑠璃色の地球」           | 松本隆 | 平井夏美   | 武部聡志 | 4:26 |

### CD
| 全作詞: 松本隆。 |                                          |           |              |          |      |
| #                | タイトル                                 | 作詞      | 作曲         | 編曲     | 時間 |
| 1.               | 「螢の草原」                             | 松本隆    | 安藤まさひろ | 武部聡志 | 5:13 |
| 2.               | 「上海倶楽部」                           | 松本隆    | 南佳孝       | 武部聡志 | 3:31 |
| 3.               | 「ローラー・スケートをはいた猫」         | 松本隆    | 亀井登志夫   | 井上鑑   | 3:31 |
| 4.               | 「チェルシー・ホテルのコーヒー・ハウス」 | 松本隆    | 宮城伸一郎   | 武部聡志 | 4:29 |
| 5.               | 「時間旅行」                             | 松本隆    | SEIKO        | 井上鑑   | 4:27 |
| 6.               | 「白い夜」                               | 松本隆    | 来生たかお   | 武部聡志 | 4:27 |
| 7.               | 「マリオネットの涙」                     | 松本隆    | 久保田洋司   | 戸田誠司 | 5:21 |
| 8.               | 「雨のコニー・アイランド」               | 松本隆    | 大沢誉志幸   | 佐藤準   | 3:27 |
| 9.               | 「ローゼ・ワインより甘く」               | 松本隆    | 玉置浩二     | 井上鑑   | 3:45 |
| 10.              | 「瑠璃色の地球」                         | 松本隆    | 平井夏美     | 武部聡志 | 4:26 |
| 合計時間:        | 合計時間:                                | 合計時間: | 合計時間:    | 42:45    |      |

### 楽曲解説
1. 螢の草原
アンケート形式で収録曲を決めるアルバム『Another Side of Seiko 27』において第11位にランクインした。
2004年、『SEIKO MATSUDA CONCERT TOUR 2004 Sunshine』で初披露され、初日のさいたまスーパーアリーナ公演では、イントロ部分で客席からどよめきが起きた。
2. 上海倶楽部
コーラスにはレベッカのNOKKOが参加している。
3. ローラー・スケートをはいた猫
『第28回日本レコード大賞』ではメドレーで披露した。
4. チェルシー・ホテルのコーヒー・ハウス
5. 時間旅行
『第28回日本レコード大賞』ではメドレーで披露した。
プロモート用7インチ・シングル盤が作られた。B面は「マリオネットの涙」。
『Another Side of Seiko 27』において第3位にランクインした。
1991年、パティ・オースティンがカバーした（アルバム『ROMANTIQUE』収録）。
6. 白い夜
7. マリオネットの涙
三菱電機マイコンジャー炊飯器（神田正輝出演）CMソング。
TBS系バラエティ『USO!?ジャパン』で、霊的な声が聴こえる(と云われる)曲の特集で取り上げられたことがある。
作曲の久保田が当時所属していたバンド・THE東南西北として、セルフカバーしている。
8. 雨のコニー・アイランド
9. ローゼ・ワインより甘く
10. 瑠璃色の地球

## クレジット
- E. Bass: 美久月千晴、高水健司、中原信雄、岡沢茂、富倉安生
- Drums: 山木秀夫、青山純、宮崎全弘
- E. Gutar: 柴山和彦、松原正樹、土方隆行、今剛、鳥山雄司
- A. Guitar: 吉川忠英
- Keyboards: 井上鑑、佐藤準、福原まり、国吉良一、武部聡志
- Synth.Operator: 山中雅文、Rimi Shionoya、大竹徹夫、Zero
- Percussion: 菅原裕紀
- Strings: Hiroshi Kikoshiグループ、加藤ジョーグループ、篠崎グループ、中西グループ
- Sax: 土岐英史
- Clarinet: Jake.H.Conception
- Chorus: NOKKO、やまがたすみこ、惣領智子、小出博志、宮城伸一郎、亀井登志夫
- Tap: 松木美和子

## 関連作品
螢の草原
- Bible III
- Seiko Matsuda 1980-1995
- Another side of Seiko 27（14）
- Premium Diamond Bible
- 聖子スイート・コレクション 〜80'sヒッツ

上海倶楽部
- エトランゼ

チェルシー・ホテルのコーヒー・ハウス
- エトランゼ

時間旅行
- LOVE BALLADE
- Bible
- Bible II
- SEIKO SUITE
- Another side of Seiko 27（14）
- Seiko Smile Seiko Matsuda 25th Anniversary Best Selection
- Premium Diamond Bible
- エトランゼ
- 聖子スイート・コレクション 〜80'sヒッツ
- Seiko Matsuda 40th Anniversary Bible -blooming pink-

白い夜
- SEIKO SUITE
- エトランゼ

マリオネットの涙
- Bible III
- Seiko Matsuda 1980-1995

雨のコニー・アイランド
- Seiko Matsuda 1980-1995
- エトランゼ

瑠璃色の地球
- 瑠璃色の地球#収録作品を参照